# مدفرا (آلاسکا)
مدفرا (به انگلیسی: Medfra) یک محدوده ثبت‌نشده در ایالات متحده آمریکا است که در آلاسکا واقع شده‌است.